# Oribatella strinatii
Oribatella strinatii är en kvalsterart som beskrevs av Sandór Mahunka 1979. Oribatella strinatii ingår i släktet Oribatella och familjen Oribatellidae. Inga underarter finns listade i Catalogue of Life.